# Ajax (réseau)
 (avril 2012).
Si vous disposez d'ouvrages ou d'articles de référence ou si vous connaissez des sites web de qualité traitant du thème abordé ici, merci de compléter l'article en donnant les références utiles à sa vérifiabilité et en les liant à la section « Notes et références ».
Pour les articles homonymes, voir Ajax.
Ajax est un réseau de Résistance intérieure française durant la Seconde Guerre mondiale, affilié à la France libre, dont beaucoup de membres sont issus de la police. Il travaille sur l’ensemble du territoire surtout dans le domaine du renseignement et de l’évasion de personnalités ou de Juifs. Issu d'une scission du réseau ALI dirigé par le capitaine Maurice Andlauer, le nouveau réseau prend le nom d’Ajax, pseudonyme d’Achille Peretti qui en prend la tête. Créé en juin 1943 avec le soutien du bureau central de renseignements et d'action, « Ajax » étend rapidement son champ d'action, en créant plusieurs sous-réseaux territoriaux (Candide, Zadig, Stuart) ou thématique dans le domaine de la contre-intelligence (Micromégas). Sa centrale est installée à Lyon. Les figures emblématiques du réseau sont les commissaires Léon Théus (à l'origine de l'évasion de l'état-major du réseau Alliance), Simon Cottoni, Elie Tudesq et le sous-préfet Jean Godin.

## Membres connus
- Franck Andlauer
- Gabriel Baumelou
- André Boyer
- Jacques Cappelluti
- Henry Castaing
- Odette Champetier - Agent de liaison (R.G.) - Hôtel Silhol, NÎmes.
- Guy Gardeux résistant ; sa plaque commémorative se trouve au monument aux morts de  Vandeléville  (54). Membre du réseau Ajax. Arrêté et interné à la prison Montluc de Lyon, il en  sera soustrait avec 120 détenus le 20 août 1944, pour être fusillé et dynamité au Fort de Lorette à Saint-Genis-Laval, sur ordre de Klaus Barbie.
- René Goepfert[1], sous-préfet de la Mayenne
- Victor Harang : Fusillé le 15 août 1944 à L'Ariane à Nice avec 20 autres résistants. Âgé de 44 ans et originaire de Menton. Commissaire. Il existe une place commissaire Harang à Roquebrune-Cap-Martin.
- Marius Jolivet
- Achille Peretti
- Emile Pouliquen
- Gaston Acrome
- Raymond Lévy dit Brival (Micromegas)
- Jean Loric
- Henri Jean Warnke Dherines dit « Abras »[2]
- Pierre Grenier-Boley dit « vieux Pierre » sous-lieutenant du service de santé. Agent secret pour le compte du groupe AJAX.
- André Caillette, Chef de secteur et de section, Capitaine, Adjoint au Maire de Neuilly, frère de Charles et d'Eugène Caillette[3]
- Charles Caillette, Lieutenant, frère d'André et d'Eugène Caillette[4]
- Eugène Caillette, frère d'André et de Charles Caillette[5]
- Jean Népote